# Шпорар, Андраж
А́ндраж Шпо́рар (словен. Andraž Šporar; родился 27 февраля 1994 года в городе Любляна, Словения) — словенский футболист, нападающий греческого клуба «Панатинаикос» и сборной Словении. Участник чемпионата Европы 2024.

## Клубная карьера
Шпорар начал профессиональную карьеру в клубе «Интерблок». 6 августа 2011 года в матче против «Шампион Целе» он дебютировал за команду во Втором дивизионе Словении. В этом же поединке Андраж забил свой первый гол за «Интерблок». Летом 2012 года Шпорар перешёл в столичную «Олимпию». 15 июля в матче против «Домжале» он дебютировал в чемпионате Словении. 22 июля в поединке против «Рудара» Андраж забил свой первый гол за клуб из Любляны. В этом же сезоне он помог команде завоевать серебряные медали. 30 августа 2015 года в матче против «Рудара» Шпорар сделал хет-трик. 31 октября в поединке против «Целе» Андраж сделал «покер». В том же сезоне он с семнадцатью мячами стал лучшим бомбардиром команды.
В начале 2016 года Андраж перешёл в швейцарский «Базель». 14 февраля в матче против «Грассхоппера» он дебютировал в швейцарской Суперлиге, заменив во втором тайме Матиаса Дельгадо. 15 апреля 2017 года в поединке против «Лозанны» Шпорар забил свой первый гол за «Базель». В том же году он помог клубу выиграть чемпионат.
Летом 2017 года Андраж на правах аренды перешёл в немецкую «Арминию» из Билефельда. 29 июля в матче против «Яна» он дебютировал во Второй Бундеслиге. В этом же поединке Шпорар забил свой первый гол за «Арминию». В начале 2018 года Андраж стал игроком братиславского Слована. Сумма трансфера составила 600 тыс. евро. 18 февраля в матче против «Земплина» он дебютировал за новую команду. 3 марта в поединке против «Нитры» Шпорар забил свой первый гол за Слован. В сезоне 2018/19 Андраж стал лучшим бомбардиром чемпионата Словакии, забив 29 мячей.
31 августа 2021 года на правах сезонной аренды перешёл в клуб английского Чемпионшипа «Мидлсбро». Дебютировал 11 сентября в гостевой встрече против «Ковентри Сити», выйдя на 63-й минуте на замену вместо Онеля Эрнандеса. 15 сентября забил свой первый гол в гостевой встрече против «Ноттингем Форест» (0:2). 

## Международная карьера
11 ноября 2016 года в отборочном матче чемпионата мира 2018 против сборной Мальты Шпорар дебютировал за сборную Словении, заменив во втором тайме Миливое Новаковича.

## Достижения

### Командные
«Слован»
- Чемпионат Словакии: 2018/19

«Базель»
- Чемпионат Швейцарии по футболу: 2016/17